# Давид Соурада
Давид Соурада (чеськ. David Sourada; нар. 15 листопада 1974, Чехословаччина) — чеський футболіст, нападник.

## Життєпис
Розпочинав свою кар'єру у нижчих лігах. У 21 рік йому вдалося пробитися до складу «Баніка» з Острави. Соурада провів декілька років в елітній Гамбрінусі лізі. Окрім «Баніка», у вище вказаному турнірі виступав за «Карвіну», «Теплиці» та «Хмель». У 2004 році чех перейшов до команди Першого дивізіону «Терек» (Грозний). Легіонер встиг взяти участь у трьох матчах у переможному для клубу розіграші Кубку Росії. Проте закріпитися в основному складі легіонеру не вдалося. За підсумками тріумфального сезону, в якому «Терек» посів перше місце у Першому дивізіоні, Соурада залишив Грозний й повернувся до «Хмелю». Завершував свою кар'єру нападник в аматорських колективах Чехії та Австрії . Подальша його доля невідома.

## Статистика виступів

### Клубна
| Сезон                                     | Матчі | Голи | Клуб               |
| ----------------------------------------- | ----- | ---- | ------------------ |
| Друга ліга Чехії 1993/94                  | –     | 1    | «Банік» (Гаврижов) |
| Друга ліга Чехії 1994/95                  | –     | 4    | «Банік» (Гаврижов) |
| Друга ліга Чехії 1995/96                  | 13    | 4    | «Волковні Плечі»   |
| Перша ліга Чехії 1995/96                  | 13    | 0    | «Банік» (Острава)  |
| Перша ліга Чехії 1996/97                  | 11    | 0    | «Банік» (Острава)  |
| Друга ліга Чехії 1997/98                  | 22    | 3    | «Карвіна»          |
| Гамбрінус ліга 1998/99                    | 24    | 0    | «Карвіна»          |
| Гамбрінус ліга 1999/00                    | 7     | 0    | «Теплиці»          |
| Гамбрінус ліга 2000/01                    | 2     | 0    | «Теплиці»          |
| Друга ліга Чехії 2000/01                  | 5     | 2    | «Хомутов»          |
| Гамбрінус ліга 2000/01                    | 14    | 7    | «Хмель» (Блшани)   |
| Гамбрінус ліга 2001/02                    | 27    | 6    | «Хмель» (Блшани)   |
| Гамбрінус ліга 2002/03                    | 20    | 2    | «Хмель» (Блшани)   |
| Гамбрінус ліга 2003/04                    | 4     | 0    | «Хмель» (Блшани)   |
| Сілезько-моравська футбольна ліга 2006/07 | –     | 7    | «Карвіна»          |
| Сілезько-моравська футбольна ліга 2007/08 | –     | 3    | «Карвіна»          |
| Друга ліга Чехії 2008/09                  | 28    | 4    | «Карвіна»          |
| Загалом у Першій лізі Чехії               | 128   | 15   |                    |

## Досягнення
- Кубок Росії
  -  Володар (1): 2003/04

- Перший дивізіон Росії
  -  Чемпіон (1): 2004